# علی‌مردان (زهک)
{{جعبه اطلاعات روستای علی مردان درایران
|نام‌رسمی=علی مردان
|روی‌نقشه= علی مردان 
|عرض‌جغرافیایی=۵۲۰
|طول‌جغرافیایی=۱۲۰۰
|استان=سیستان و بلوچستان
|شهرستان=زهک
|بخش مرکزی
|نام‌ قدیمی=دشت حاجی علیمردان ناروئی 
|سال‌بنیاد=۱۳۰۳
|تعداد خانوار=۳۴
|جمعیت=۱۴۵نفر
|تعداد مرد=۷۰نفر
|تعداد زن=۷۵
|تعداد دانش آموزپسر=۱۵نفر
تعداد دانش آموز دختر=۲۱نفر
|کل دانش آموزان روستا=۳۶نفر
|کارمند=۱نفر
|بازنشسته=۳نفر
|رشدجمعیت=متوسط 
|تراکم‌جمعیت=۱۴۸
|زبان=بلوچی_فارسی 
|دین=اسلام
|مذهب=سنی 
|مساحت=۳هکتار 
|میانگین‌دما=۷
|میانگین‌بارش‌سالانه=۲میلی متر
|کل روزهای‌یخبندان=۳۱
|تعدادروزای طوفانی ۱۶۷روز
|پیش‌شماره ۰۵۴
روستای علی مردان یکی از روستاهای توابع شهرستان زهک میباشد و در بخش مرکزی قرار دارد داری ۴۷خانوار و با جمعیت ۱۸۰نفر در بهترین جا و زیباترین مکان برای گردش وتفریح اطراف روستا کامل پوشش درخت با تپه بلند که شعاع دید شمارو تا چندین کیلو متر افزایش خواهد داد(به امید دیدار شما عزیزان )[ناصر ناروئی]

## جمعیت
این روستا در دهستان زهک قرار دارد و براساس سرشماری مرکز آمار ایران در سال ۱۳۸۵، جمعیت آن ۸۴ نفر (۱۹ خانوار) بوده‌است.امابه گفته شورای روستا آقای ناصر نارویی آماردقیق روستاعلی مردان. تا۱۳/۶/۱۴۰۰جمعیت روستا به۱۴۸نفرافزایش وتعدادخانوار به عدد۴۰خانواررسیده